# 万泉南湖
万泉南湖是一个位于中国西藏自治区阿里地区改则县的湖泊，面积约为1.84平方千米，属于青藏高原。它的一级流域为内流区诸河，二级流域为西藏内流区。